# 보니만

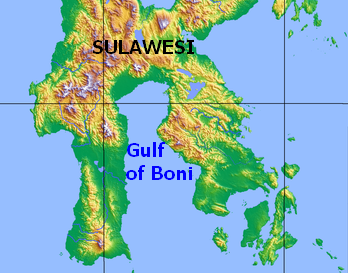

보니만(Gulf of Boni)은 술라웨시섬 남부의 만이다.

## 같이 보기
- 토미니만